# Sous le soleil d'Arizona
Pour les articles homonymes, voir Sous le soleil (homonymie).
Pour plus de détails, voir Fiche technique et Distribution.
Sous le soleil d'Arizona ('Neath the Arizona Skies) est un film américain réalisé par Harry L. Fraser, sorti en 1934.

## Synopsis
Chris Morrell et la petite Nina, sa fille adoptive qui est une métisse indienne, se préparent à quitter la ville pour retrouver le père de Nina, disparu depuis longtemps, car ils ont besoin de sa signature pour valider les droits de Nina sur un puits de pétrole d'une valeur de 50 000 $. Mais Sam Black et son gang vont enlever Nina.

## Fiche technique
- Titre original : 'Neath the Arizona Skies
- Titre français : Sous le soleil d'Arizona
- Réalisation : Harry L. Fraser
- Scénario : Burl R. Tuttle
- Direction artistique : E.R. Hickson
- Photographie : Archie Stout
- Son : Ralph Shugart
- Montage : Charles J. Hunt, Carl Pierson
- Production : Paul Malvern
- Société de production : Lone Star Productions
- Société de distribution : Monogram Pictures
- Pays d'origine :  États-Unis
- Langue originale : anglais
- Format : noir et blanc — 35 mm — 1,37:1 — son Mono (Balsley and Phillips Sound System)
- Genre : Western
- Durée : 52 minutes
- Dates de sortie :  États-Unis : 5 décembre 1934
- Licence : Domaine public

## Distribution
- John Wayne : Chris Morrell
- Sheila Terry : Clara Moore
- Shirley Jean Rickert : Nina
- Jack Rockwell : Vic Byrd
- Yakima Canutt : Sam Black
- Harry L. Fraser : un membre du gang
- Jay Wilsey : Jim Moore
- Philip Kieffer : Jameson Hodges

## Autour du film
- Sous le soleil d'Arizona est le onzième film tourné par John Wayne pour Monogram Pictures.
- Le tournage débuta en septembre 1934. Les extérieurs furent tournés à Kernville et ses environs, non loin de Bakersfield en Californie, les intérieurs et les scènes de ville au Ranch Monogram  à Newhall près de Santa Clarita.